# Vitis wenchowensis
Vitis wenchowensis är en vinväxtart som beskrevs av C. Ling. Vitis wenchowensis ingår i släktet vinsläktet, och familjen vinväxter. Inga underarter finns listade i Catalogue of Life.